# The Sphere (magazine)
Ne doit pas être confondu avec The Sphere.
The Sphere, d'abord sous-titré An Illustrated Newspaper for the Home puis The Empire's Illustrated Weekly, est un magazine hebdomadaire illustré britannique fondé en janvier 1900 et disparu en 1965.

## Histoire

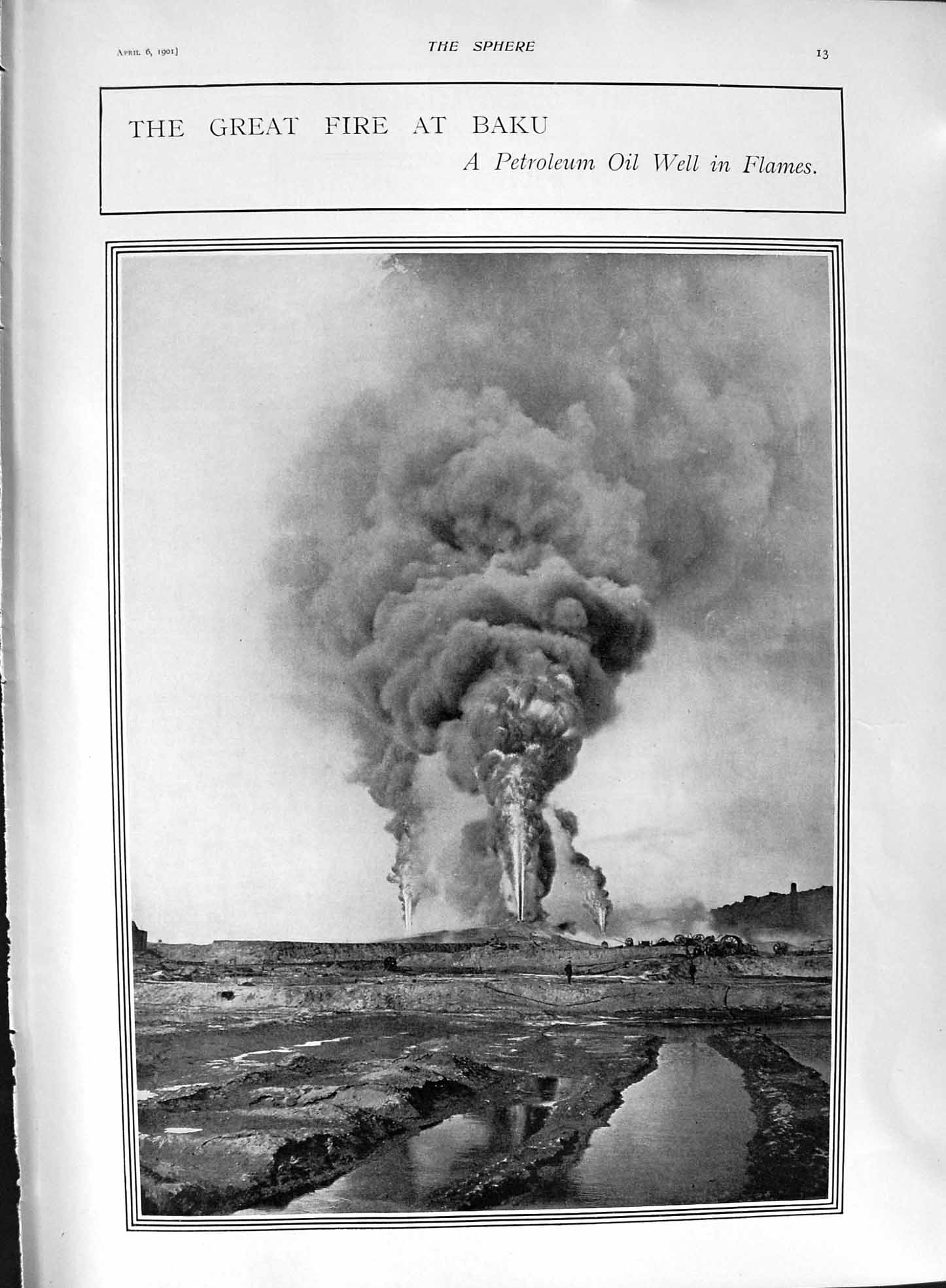
Incendie des puits de pétrole à Bakou : photographie reproduite dans l'édition du 8 février 1901.

Fondé par Clement Shorter (1857–1926) pour concurrencer The Graphic et surtout l’Illustrated London News, l'hebdomadaire sort son premier numéro le 27 janvier 1900 au prix de 6 pence, en pleine guerre des Boers. Shorter et la société d'édition London Illustrated Newspapers veulent répondre aux besoins des lecteurs, désireux d'avoir de plus en plus d'images sur les événements et l'actualité. 
The Sphere est distribué dans tout l'Empire britannique. Son contenu rapporte à l'actualité de l'Empire mais aussi du monde en général. Une armée d'illustrateurs travaille pour ce magazine. On trouve les signatures de dessinateurs comme W. G. Whitaker, Montague Dawson, Sidney Paget, Henry Matthew Brock, Fortunino Matania, Ernest Prater, Edmund Blampied, Paul Thiriat et Claude Grahame Muncaster ; mais aussi des photographes comme Christina Broom (1862-1939). Les plumes les plus célèbres sont Bryher, Eleanour Sinclair Rohde, et Michael Wolff.
La nouvelle A Changed Man de Thomas Hardy est publiée dans les numéros du 21 et 28 avril 1900.
En 1901, Shorter lance un nouveau magazine, le Tatler.
Au cours de la Première Guerre mondiale, le titre est racheté par John Ellerman (en) (1862-1933), un armateur et homme d'affaires britannique.
The Sphere connaît son plus gros tirage durant la Seconde Guerre mondiale.
Le titre disparaît en janvier 1965, avec un numéro hommage intitulé « Winston Churchill: A Memorial Tribute » et totalise 3 339 numéros.